# Ми-36

## История
През 1981 г. по поръчка на Съветската армия конструкторското бюро „Мил“ започва разработването на лек разузнавателен хеликоптер с полетна маса до 3000 кг. Проектът е изготвен през 1982 г. Новият модел получава обозначението Ми-36.
При прегледа на проектната документация в края на 1982 г. разчетната маса на хеликоптера е оценена на 3400 кг, а военните експерти са поставили условие масата да не превишава 2500 кг. Именно това решава съдбата на Ми-36. Армейските експерти предпочитат представения от конструкторското бюро „Камов“ проект с обозначение В-60. Мащината на КБ „Камов“ е с разчетна маса 2300 кг. По нататъшната работа по проекта е спряна в края на 1982 г.

## Тактико-технически характеристики
Проектът предвижда Ми-36 да бъде изпълнен по класическата едновинтова носеща схема с два газотурбинни двигателя и рулеви винт. Шасито е триопорно, неприбиращо се по време на полет.
Екипажът е разположен в кабина от типа „тандем“. Зад нея е десантната кабина, побираща четирима десантчици.
Носещият винт е трилопатен с диаметър 14,5 м. Рулевият винт също е трилопатен и е с диаметър 2,7 м. Лопатите и на двата са изпълнени изцяло от композитни материали.
Предвидено е силовата установка да се състои от два газотурбинни двигателя ТВ-О-100 с мощност 650 к.с. всеки.